# Zecchino d'Oro 1988
Il trentunesimo Zecchino d'Oro si è svolto a Bologna dal 24 al 27 novembre 1988. È stato presentato da Cino Tortorella. 
La sigla era Sono trenta gli Zecchini. 
Il 21 dicembre 2007, Cane e gatto è stato interpretato da Angelo Branduardi al Gran galà dello Zecchino d'Oro.
Filastrocche e tiritere ha nuovamente partecipato (fuori concorso) allo Zecchino d'Oro 2008. In quell'occasione è stata eseguita una rielaborazione a cappella di Siro Merlo, interpretato dal Piccolo Coro "Mariele Ventre" dell'Antoniano.
Carla Tommolini nel 2010 ha preso parte alla trasmissione Soliti ignoti - Identità nascoste condotta da Fabrizio Frizzi.
Ma lui non sa che io lo so è l'ultimo brano composto da Giordano Bruno Martelli, morto il 1º luglio 1987.

## Brani in gara
- Balancê (Balancê Morena) ( Brasile) (Testo italiano: Giorgio Calabrese) - Cecilia Rita Freitas (6 anni)
- Cane e gatto (Testo: Francesco Rinaldi/Musica: Francesco Rinaldi) - Rosalba Labile (6 anni e ½) e Carla Tommolini (6 anni)
- Canzone blu (Testo: Mara Maretti Soldi/Musica: Mario Pagano) - Paola Boatto e Massimiliano Penna (entrambi 4 anni e ½)
- Filastrocche e tiritere (Testo: Dolores Olioso/Musica: Dolores Olioso) - Ylenia Polito (4 anni)
- Il folletto bianco (Lumiukko) ( Finlandia) (Testo italiano: Sandro Tuminelli) - Leena Untamala (6 anni e ½)
- La storia del fiume (Der Waag Vom Wasser) ( Svizzera) (Testo italiano: Vittorio Sessa Vitali) - Zoe Turnheer (7 anni e ½)
- Ma lui non sa che io lo so (Testo: Magno/Musica: Giordano Bruno Martelli, Giovanni Bobbio) - Antonio Masala (7 anni)
- Nettuno netturbino (Testo: Sauro Stelletti/Musica: Norina Piras) - Daniele Presterà (6 anni e ½)
- Noi noi noi (Vos y yo) ( Uruguay) (Testo italiano: Vincenzo Buonassisi) - Pablo Vidal (6 anni)
- Papà non fumare (Testo: Tony Martucci, Mara Maretti Soldi/Musica: Memo Remigi) - Cristina Ariosto (6 anni) e Danilo Vizzarro (4 anni)
- Sogno di un giardino di mezza estate (Костенурка и Таралеж) ( Bulgaria) (Testo italiano: Luciano Beretta) - Borjana Jordanova (Боряна Йорданова) (5 anni e ½) e Eva Russeva (Ева Руссева) (4 anni)
- Un maggiolino speciale (Mi seiscientos) ( Spagna) (Testo italiano: Alessandra Valeri Manera) - Carla Gazeau Codinach (7 anni e ½)